# 蔣應焻
蔣應焻（1699年—1754年），原名燾，字元揆，號敦人，江南蘇州府吳縣人，清朝政治人物。藏書家蔣重光侄。

## 生平
蔣應焻為蘇州婁關蔣氏家族蔣燦五世孫。祖父蔣文源（字騫友，號坦菴，1658-1746）以廩貢候選訓導，因隨兄長蔣文瀾等助修江南水利有功，雍正六年（1728年）贈七品職；父蔣觀光（字子賓，號紫濱，1678-1705，蔣文源長子，榜名張觀光）為康熙四十一年（1702年）壬午科江南鄉試舉人；母為康熙三十年（1691年）辛未科進士張嘉麟女。從弟蔣元益、蔣麟書、蔣曾煌等亦為進士出身。
蔣應焻為吳縣庠生，雍正四年（1726年）丙午科江南鄉試舉人，乾隆四年（1739年）己未科三甲進士，官至內閣中書。蔣應焻著有《元揆詞集》等，《全清詞•雍乾卷》收錄其詞《摸魚兒》（五叔父辛齋招飲，觀演《長生殿》傳奇）、《六州歌頭》（恭識六世祖稚園公會試硃卷冊後）兩首，皆選自其叔父蔣重光輯《昭代詞選》。

## 家庭
夫人為慕天顔孫女、慕國瑞女；側室徐氏及方氏。蔣應焻有五子六女。長子蔣培（字升吉，號秋崖）為太學生，任長蘆鹽運使司通判，配康熙五十三年（1714年）甲午科舉人韓御李孫女；次子蔣均（字方平，號綠筠）為太學生，配雍正八年（1730年）庚戌科進士沈慰祖女；三子蔣峚（字丹山，號凝齋），配淮安府徽商岑山渡程氏，金衢嚴道程鑾孫女、程春浩女；四子蔣墀（字步瀛，號石樵）為太學生，配徐氏。五子蔣基。長女嫁戴懋；次女嫁崑山徐乾學孫、徐駿次子徐德諒；三女嫁彭啟豐子、乾隆二十二年（1757年）丁丑科進士彭紹觀；四女嫁金廷遠；五女嫁乾隆三十七年（1772年）壬辰科進士、四庫全書館職官朱鈐；六女嫁汪師。